# Sdé-Yaakov
Sdé-Yaakov (שדה יעקב) est un moshav de la Vallée de Jezreel, situé à 2 km au sud de Kiryat Tivon. Il est la première implantation créée par la corporation Hapoel Hamizrahi et son nom rappelle le souvenir du rabbin Yitzchak Yaacov Reines, fondateur et leader du parti Mizrahi.
Sdé-Yaakov est fondé en 1927 par des immigrants originaires d'Europe. Prévu pour héberger cinquante familles, après la Seconde Guerre mondiale le moshav en abrite soixante. Son économie est principalement basée sur les rendements de l'agriculture.
Depuis les années 1980, le mouvement du Bneï-Akiva travaille à la cohabitation entre les communautés juives religieuses et laïques.
En 2004, Sdé-Yaakov compte 100 familles. En plus de ses activités agricoles, le moshav s'est recyclé dans le domaine touristique.
À plusieurs kilomètres au sud-ouest se trouve un tell non fouillé nommé Tel Yizhaki ou Hurvat Izhaqia. Parmi les découvertes sur ce site se trouve un pied de colonne comportant une inscription araméenne en écriture juive, mentionnant un donateur nommé « Yudah, fils de Sardah ». On pense que l'inscription faisait partie d'une ancienne synagogue.